# CTV Sci-Fi Channel
CTV Sci-Fi Channel è un'emittente televisiva via cavo canadese di categoria A. specializzata in programmi di genere fantastico, fantascientifico, fantasy, horror e paranormale, compresi programmi televisivi, film, documentari ed altro ancora. Il nome è talvolta seguito dal sottotitolo The Imagination Station. La rete, di proprietà della compagnia canadese Bell Media, venne lanciata il 17 ottobre 1997.

## Lista di programmi originali
- InnerSPACE
- Behind the Scenes
- HypaSpace Weekly
- It Came From The Basement!
- Shadow Hunter
- Shelf Space
- The SpaceBar
- Space Interstitials
- SpaceNews
- Space Top 10 Countdown
- Orphan Black